# Todea rivularis
Todea rivularis là một loài dương xỉ trong họ Osmundaceae. Loài này được Kunze mô tả khoa học đầu tiên năm 1837.
Danh pháp khoa học của loài này chưa được làm sáng tỏ. 